# Медієш-Вій
Медієш-Вій (рум. Medieș-Vii) — село у повіті Сату-Маре в Румунії. Входить до складу комуни Медієшу-Ауріт.
Село розташоване на відстані 435 км на північний захід від Бухареста, 26 км на схід від Сату-Маре, 119 км на північ від Клуж-Напоки.

## Населення
За даними перепису населення 2002 року у селі проживали 337 осіб.
Національний склад населення села:
| Національність | Кількість осіб | Відсоток |
| -------------- | -------------- | -------- |
| румуни         | 290            | 86,1%    |
| угорці         | 47             | 13,9%    |

Рідною мовою назвали:
| Мова      | Кількість осіб | Відсоток |
| --------- | -------------- | -------- |
| румунська | 290            | 86,1%    |
| угорська  | 47             | 13,9%    |